# Brommella yizhouensis
Espèce
Brommella yizhouensis est une espèce d'araignées aranéomorphes de la famille des Cicurinidae.

## Distribution
Cette espèce est endémique du Guangxi en Chine,. Elle se rencontre à Yizhou dans la grotte Bailong.

## Description
Le mâle holotype mesure 2,10 mm et la femelle paratype 2,43 mm, les femelles mesurent de 2,43 à 3,2 mm.

## Systématique et taxinomie
Cette espèce a été décrite par Li en 2017.

## Étymologie
Son nom d'espèce, composé de yizhou et du suffixe latin -ensis, « qui vit dans, qui habite », lui a été donné en référence au lieu de sa découverte, Yizhou.

## Publication originale
- Li & Wang, 2017 : « New cave-dwelling spiders of the family Dictynidae (Arachnida, Araneae) from Guangxi and Guizhou, China. » Zoological Systematics, vol. 42, no 2, p. 125-228 (texte intégral).